# Marcus Schiech
Marcus Schiech (* 11. Februar 1985) ist ein deutscher Handballspieler und Handballtrainer.
In seiner Jugend spielte Schiech bei SV Blau-Gelb Stössen und beim USV Halle, bevor er vom SC Magdeburg entdeckt wurde und dort bis zur A-Jugend blieb. Der Linksaußen absolvierte in dieser Zeit 15 Jugendländerspiele für Deutschland. Schiech wechselte im Juli 2004 vom SCM zu Eintracht Hildesheim, wo er im Zweitliga-Kader der Profis stand und in der Saison 06/07 auch schon Bundesliga-Erfahrung sammelte. 2015 verließ er Hildesheim. Nachdem Schiech in der Saison 2014/15 die 2. Mannschaft der Eintracht Hildesheim trainierte, übernahm er anschließend den Oberligisten SV Alfeld.